# Shinobis Riders
L'Association Sans But Lucratif Shinobis Riders ou ASBL Shinobis Riders, plus communément désignée par Shinobis Riders, est un club de roller soccer belge, fondé à Bruxelles en 2009 et présidé par Joël Ogunade,. Il s'agit du premier club de roller soccer à avoir vu le jour en Belgique (l'équipe existe depuis 2007) et le seul existant dans le pays jusqu'à l'apparition du club éphémère de Bruxelles Roller Foot en 2013,. Le club est membre de la Fédération Belge Francophone de Patinage et son équipe première évolue actuellement dans le Championnat de France de Roller Soccer.  
Le club n'a pas encore remporté de titre au niveau international, sa meilleure performance étant une place de vice-champion à la Coupe d'Europe de roller soccer à Zaandam aux Pays-Bas en 2011. En avril 2019, le club termine à la deuxième place du Tournoi Européen de Jeux de Balle à Roller qui s'est déroulé à Ivry-sur-Seine en France. En août de la même année, les Shinobis Riders organisent et accueillent la quatorzième édition de la Coupe du monde des clubs de roller soccer sur le site de Tour et Taxis à Bruxelles.  

## Historique
Au milieu des années 2000, un groupe d'amis bruxellois s'essaie à plusieurs disciplines de glisse employant des rollers (hockey sur rollers, slalom, saut, rampe...). Un jour, deux d'entre eux (dont le futur président et capitaine Joël Ogunade) prennent un ballon et commencent à travailler des passes puis très vite convainquent leurs amis de faire des matchs entre eux. Ce sport hybride alliant football et roller, qu'ils nomment à l'époque "rollerball" car ne connaissant pas l'existence du roller soccer, devient rapidement « une grande passion » selon leurs propres mots : « Petit à petit, de deux nous sommes passés à cinq et lorsque nous avons appris, en 2007, qu’un championnat du monde avait lieu à Paris, nous nous sommes lancés dans l'aventure [...] et nous sommes partis remporter la quatrième place ! »
L'équipe réitère l'expérience l'année suivante en participant à la Coupe du monde à San Francisco puis a vu par la suite son effectif gonfler au fil des années, a trouvé un local où s'entraîner et participe depuis 2007 à chaque édition de la Coupe du monde ainsi qu'à d'autres compétitions officielles comme la Coupe d'Europe des clubs de roller soccer ou la Roller Foot Ligue Cup en 2017,. 
En 2012, ils participent à l'émission Belgium's Got Talent afin de promouvoir le roller soccer.
En avril 2019, ils représentent la Belgique à l'occasion du premier Tournoi Européen de Jeux de Balle à Roller (European Roller Ball Games Tournament) qui rassemble cinq nations européennes autour de trois sports : le roller soccer, le rollball et le roller basket. L'équipe remporte le tournoi de roller soccer et termine à la deuxième place finale du tournoi dans les trois sports confondus, à égalité de points avec la Grande-Bretagne.

## Identité du club

### Nom
Le nom de Shinobis Riders a pour origine une volonté de mélanger « deux passions, le roller et la culture asiatique, "shinobi" signifiant "ninja". » Le terme "riders" se réfère au terme anglais employé pour désigner les personnes pratiquant un sport utilisant un véhicule à roues type moto ou vélo, et plus tard et par extension skateboard, roller, trotinette, etc.

### Logo
Le logo du club représente un "shinobi" japonais en ombre chinoise noire sur fond blanc, monté sur des rollers et dégainant un katana attaché dans son dos avec sa main gauche. À ce personnage est ajouté un ballon au premier plan pour faire référence au roller soccer, ainsi que le nom du club en dessous de l'illustration. Le logo est floqué sur le devant du maillot, au niveau de la poitrine, en noir sur fond rouge pour le maillot "domicile", noir sur fond blanc pour le maillot "extérieur" et rouge sur fond noir pour le maillot "third".

### Couleurs

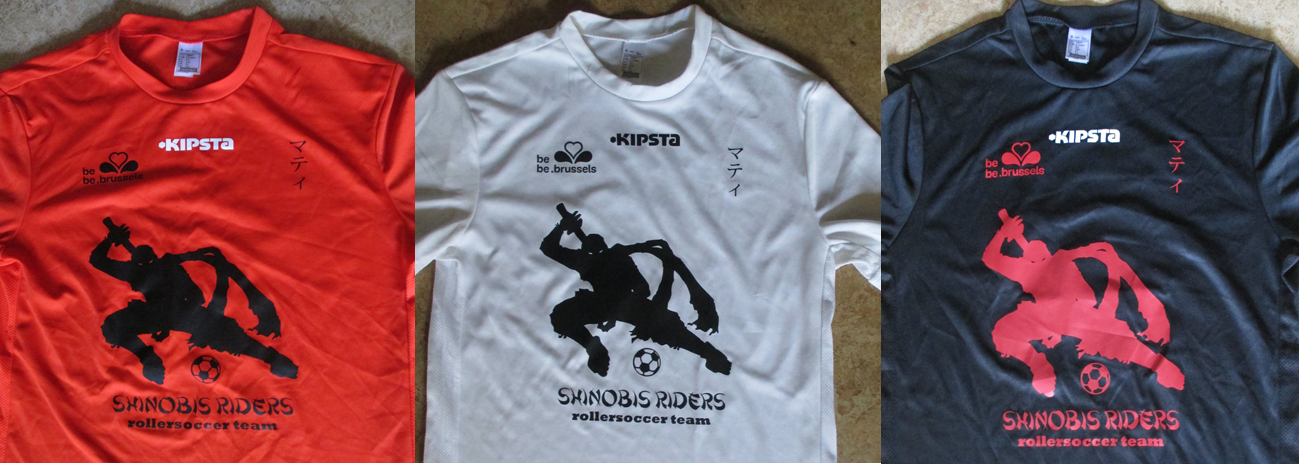
Maillots portés par les Shinobis Riders lors de la saison 2016-2017.

Le club arbore pour la saison 2016-2017 un maillot rouge et noir à domicile, un short noir et des chaussettes noires. Ces couleurs font référence à la fois à deux des trois couleurs du drapeau belge (rouge et noir) et à la couleur dont on représente traditionnellement les "shinobi" japonais (noir). Les anciens maillots "domicile" se distinguaient de ceux de la saison en cours par deux petites rayures jaunes sur les épaules, pour compléter la référence aux couleurs du drapeau belge. Il existe deux autres maillots, portés en fonction des déplacements ou des couleurs de l'équipe adverse pour mieux distinguer les adversaires sur le terrain ; ces maillots sont également portés lorsque l'équipe première rencontre l'équipe 2, ce qui peut arriver avec les aléas des compétitions. Le premier (maillot "extérieur") est de couleur blanche, le second (maillot "third") est noir. Le short et les chaussettes en revanche restent noirs quel que soit le maillot porté.
Au dos de chaque maillot se trouve un flocage représentant le prénom ou le surnom désignant le joueur qui le porte, ainsi qu'un numéro, inscrit en chiffres arabes ou en sinogrammes japonais ; le joueur est libre de choisir le numéro et la typographie correspondante qu'il souhaite arborer, ainsi que le flocage. À l'avant du maillot, au niveau du côté gauche de la poitrine, se trouve inscrit en kanji le prénom du joueur portant le maillot, de la même couleur que le logo.

## Équipe actuelle
L'équipe actuelle compte 18 joueurs, dont six ont fait partie de l'équipe première lors du dernier tournoi en date, à savoir la Roller Foot Ligue Cup 2017 ; l'équipe première était constituée de 8 joueurs (dont les 6 de 2017) pendant la Coupe du monde 2019 et l'équipe B comptait 10 joueurs pendant cette même compétition. Un entraîneur encadre les deux équipes depuis 2018 et c'est Joël Ogunade qui porte le brassard de capitaine lors des matchs officiels.

## Palmarès et records

### Résultats en Coupe du monde
Le club n'a pas encore gagné de titre dans un tournoi international ou local. Sa meilleure performance est une deuxième place en Coupe d'Europe en 2009 à Zaandam aux Pays-Bas, la finale ayant été perdue contre le club slovène de Rollera Ljubljana. En Coupe du monde, les Shinobis Riders ont réalisé leur meilleure performance en 2007 à Paris en terminant quatrièmes du tournoi. Ils ont répété cette même performance en 2019 à Bruxelles en tant que club organisateur, après avoir perdu en "petite finale" (match pour la troisième place) face au club marseillais des Phénix, champions du monde en titre au moment de la compétition.
Le tableau suivant retrace pour chaque édition de la compétition le vainqueur, la place à laquelle l'équipe première a terminé la compétition et la ville hôte.
| Édition | Année | Vainqueur                    | Place des Shinobis Riders | Ville hôte    |
| ------- | ----- | ---------------------------- | ------------------------- | ------------- |
| 5e      | 2007  | AMSCAS                       | 4e                        | Paris         |
| 6e      | 2008  | RSC Originators              | 5e                        | San Francisco |
| 7e      | 2009  | AMSCAS                       | 6e                        | Bruxelles     |
| 8e      | 2010  | AMSCAS                       | 11e                       | Piacenza      |
| 9e      | 2011  | AMSCAS                       | Non participation         | Recife        |
| 10e     | 2012  | AMSCAS                       | 5e                        | Marseille     |
| 11e     | 2013  | AMSCAS                       | 6e                        | Zaandam       |
| 12e     | 2015  | RSC Toulon                   | 7e                        | Toulon        |
| 13e     | 2017  | Phenix Roller Foot Marseille | 5e                        | Marseille     |
| 14e     | 2019  | UMS Easy Riders              | 4e                        | Bruxelles     |

### Résultats en Coupe d'Europe
Le tableau suivant retrace pour chaque édition de la compétition le vainqueur, la place à laquelle l'équipe première a terminé la compétition et la ville hôte.
| Édition | Vainqueur         | Place des Shinobis Riders | Ville hôte  |
| ------- | ----------------- | ------------------------- | ----------- |
| 2011    | Rollera Ljubljana | 2e                        | Zaandam     |
| 2012    | AMSCAS            | 5e                        | Ljubljana   |
| 2013    | AMSCAS            | 4e                        | Luc-sur-Mer |

### Résultats en championnat
Le championnat de France de roller soccer est composé d'équipes de la région parisienne ainsi que des Shinobis Riders comme club invité de la compétition. Les saisons 2019-2020 et 2020-2021 ont été annulées en raison de la pandémie de Covid-19, ainsi que pour cause de manque d'effectifs et de moyens humains pour la mettre en place pour la saison 2021-2022. La saison 2022-2023 a vu le championnat se relancer avec affiliation officielle à la Fédération Française de Roller & Skateboard.
| Édition   | Champion                            | Place des Shinobis Riders |
| --------- | ----------------------------------- | ------------------------- |
| 2018-2019 | UMS Easy Riders (Pontault-Combault) | 2e                        |
| 2022-2023 | Pumas (Savigny-sur-Orge)            | 3e                        |

À noter que pour la première fois, la saison 2022-2023 a également vu s'affronter les équipes juniors du championnat de France (jeunes de 12 à 18 ans). L'équipe junior des Shinobis Riders a terminé à la deuxième place.

### Résultats dans les autres tournois officiels et non officiels[15]
- 6 heures enduro de Forchies
  - 2006 : 4e place
  - 2007 : 2e place
- 6 heures enduro de Jurbize 2008 : 2e place
- 6 heures enduro de Nivelles 2017 : 24e place
- Tournoi amical RollerSoccer de Nantes
  - 2012 : 1re place
  - 2013 : 1re place
- Roller Foot Ligue Cup d'Ivry-sur-Seine 2017[16] : 9e place
- European Roller Ball Games Tournament d'Ivry-sur-Seine 2019 : 2e place au tournoi sur les trois sports (roller soccer, rollball et roller basketball), 1re place au tournoi de roller soccer[17]
- Coupe de France de roller soccer 2023 : finaliste

### Records
L'équipe des Shinobis Riders compte dans ses rangs :
- le plus grand nombre de jeunes joueurs dans une équipe de roller soccer (entre 12 et 18 ans) ;
- le plus grand nombre de joueuses féminines dans une équipe (trois dans l'équipe 2 lors de la saison 2016-2017) ;
- un capitaine double champion du monde de roller soccer freestyle[2],[15].